# Sludica bulanovi
Sludica bulanovi és una espècie extinta de cinodont basal que visqué durant el Permià superior. Es tracta de l'única espècie del gènere Sludica. Se n'han trobat restes fòssils a Rússia. El nom genèric Sludica es refereix a la localitat tipus de Mariúixkina Sludà-C, mentre que el nom específic bulanovi fou elegit en honor del paleontòleg V. V. Bulànov, descobridor de l'holotip.